# 李希顏 (弘治進士)
李希顏（1464年—？），字原復，號秋崖，直隸松江府華亭縣人，明朝官员。

## 生平
弘治二年（1489年）己酉科應天府鄉試第七十一名。弘治六年（1493年）癸丑科會試第四名，登第三甲第一百四十九名進士。累升南京刑部员外郎，十八年（1505年）六月升廣東按察司佥事，正德四年（1509年）十一月升廣東右參議，五年九月調雲南左參議，十二月升本省督學副使，九年八月升雲南按察使，卒於官。

## 家族
曾祖李寬，貢士；祖父李萱，貢士；父李寅，新昌教諭。前母蔣氏；母王氏。严侍下。